# Ромуальд Ліпко
Ромуальд Ліпко (пол. Romuald Lipko; 3 квітня 1950, Люблін — 6 лютого 2020, Люблін) — польський композитор і мультиінструменталіст (Клавішні музичні інструменти, труба, Бас-гітара).

## Біографія
Ромуальд Ліпко закінчив початкову музичну школу і був виключений з музичного ліцею за участь у телевізійній програмі. З початку 1970-х Ліпко був басистом, а згодом переважно клавішником і композитором у групі Budka Suflera.
Деякі його перші композиції в «Будці» — «Пісня», яку, можливо, написав Артюр Рембо, «Подія» та «Білий демон».
У 1978 році він взяв на себе роль лідера Будки Суфлера після відходу співака Кшиштофа Цуговського (до 1984 року).
Найбільшим його комерційним успіхом виявився альбом «Nic nie boli, tak jak życie», що вийшов у 1997 році. Він проданий у понад мільйон примірників.
Музичним успіхом стали виступ у нью-йоркському Карнегі-хол та сесія запису на Village Studio в Лос-Анджелесі під керівництвом Грега Філлінгейнса. Він співпрацював з Маркусом Міллером, Стівом Лукатером та Шейлою І.
Ромуальд Ліпко співпрацював з багатьма польськими співаками. Він писав пісні в тому числі для Анни Янтар («Nic nie może wiecznie trwać», «Do żony wróć», «Układ z życiem»), Уршули ((«Dmuchawce, latawce, wiatr», «Malinowy król», «Za twoje zdrowie mała» ), Ірени Яроцької («To za mało», «Nie odchodź jeszcze», «Lato dzikich róż»), Здзіслави Сосніцької («Aleja gwiazd», «W kolorze krwi», «Serce pali się raz», «Powiedz mi panie», «Będzie co ma być»), Ізабели Трояновської («Jestem twoim grzechem», «Wszystko czego dziś chcę», «Nic za nic»), Барбари Сікорської («CDN», «Mniejsze zło», «Gramatyka miłości», «Zakochajmy się jak dzieci»), Ірени Сантор («Jak fart, to fart», «Jeszcze kochasz mnie»), Марилі Родович («Tak nam słodko, tak nam gorzko»), Елені («Postaw na mnie, a zatrzymam deszcz»).
У 2005 році було випущено збірку хітів Ромуальда Ліпко, яка містить пісні, складені ним та заспівані в тому числі Анною Янтар, Ізабелою Трояновською, Уршулою, Іреною Сантор, Здзіславою Сосніцькою, Марилею Родович та Малгожатою Кожуховською. Деякі з них виконувались вперше, наприклад, «Угода з життям» Анни Янтар, знайдена в архіві Ліпко.
Проводячи діяльність поза групою, з 1984 року разом з Ярославом Кукульським, Наталією Кукульською, Елені Тцокою, Галіною Франковяк, Збігневом Голдисом, Мареком Каревичем, Міхалом Рибчинським та Данутою Мізгальською він був почесним членом Музичного клубу імені Анни Янтар, президентом якої була Агата Матерович.
У 2015 році він заснував гурт «Romuald Lipko Band», до складу якого входив Ізабела Трояновська, Феліцьян Анджейчак та Гжегож Вілк. Через рік Ліпко інвестував у алкогольний бізнес, створивши компанію «Muzyczne Alkohole», яка на початку 2017 року запустила горілку «Jolka, Jolka pamiętasz».
У липні 2019 року на офіційному вебсайті гурту «Budka Suflera» з'явилася інформація про те, що музикант бореться з раком. Він помер після того, як програв боротьбу з хворобою 6 лютого 2020 року.

## Фільмографія
- Historia polskiego rocka, 2008, документальний фільм режисерів Лешека Гноїнського та Войцеха Слоти.

## Нагороди
- Орден Відродження Польщі (3 грудня 2014 року, за видатні заслуги польській культурі, за досягнення у художній та творчій роботі[7])
- Медаль «За заслуги в культурі Gloria Artis» (3 березня 2015 року[8])